# Markthalle V

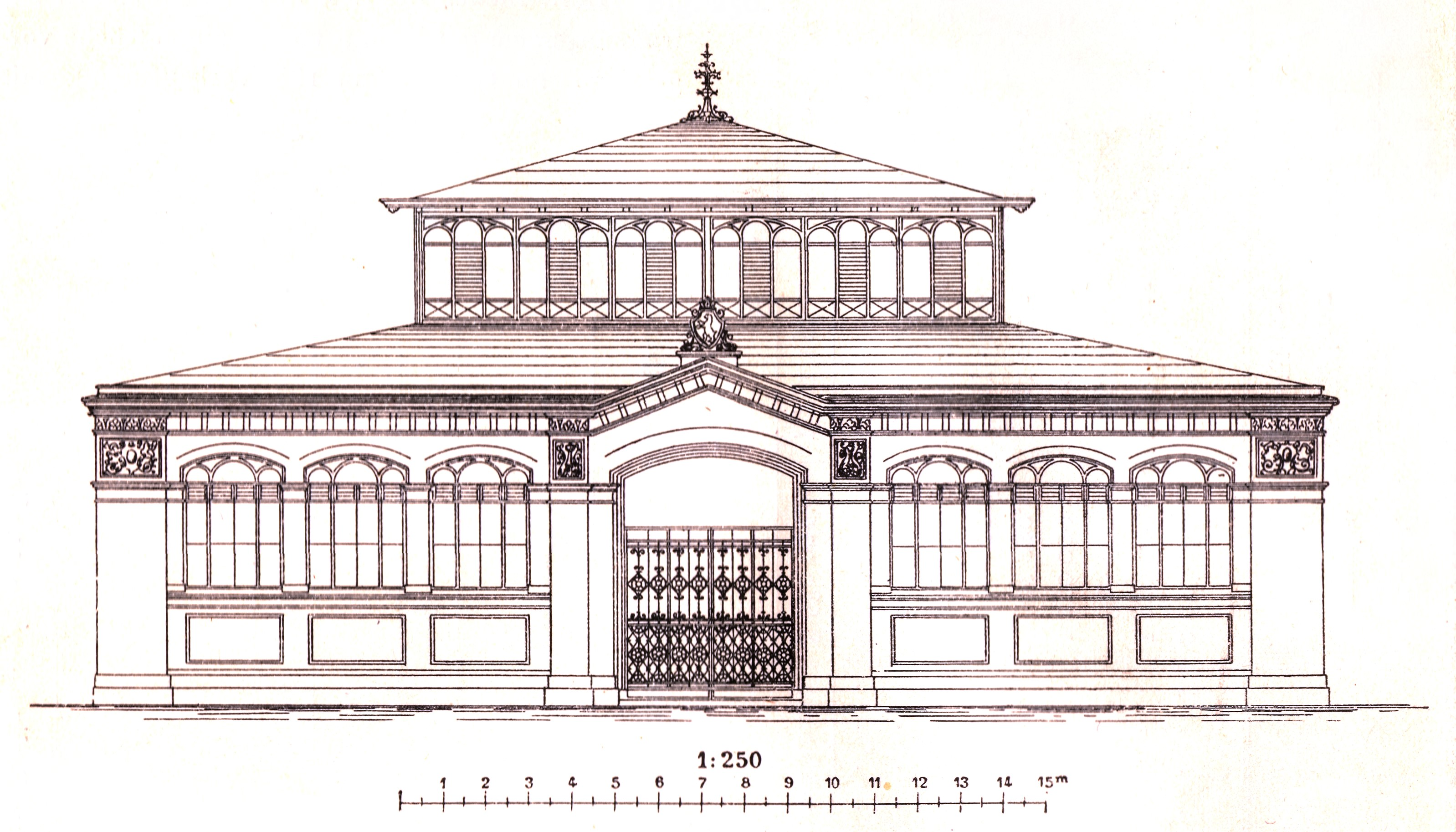
Ansicht der sorgfältig gestalteten Fassade der Markthalle V an der Schmalseite

Die Markthalle V entstand als erste freistehende Kleinmarkthalle auf dem Magdeburger Platz in Berlin-Tiergarten in der zweiten Phase des kommunalen Bauprogramms für die Berliner Markthallen, die von 1886 bis 1888 dauerte. Die über alle Stadtteile verteilten Kleinmarkthallen, meist kostengünstig im Inneren der Grundstücke errichtet, sollten im Zusammenspiel mit der Zentralmarkthalle am Alexanderplatz die ausreichende Versorgung der ständig wachsenden Bevölkerung Berlins mit günstigen und unverdorbenen Lebensmitteln sicherstellen und die Straßen und Plätze von den zunehmend als unhygienisch und als Verkehrshindernis empfundenen Wochenmärkten befreien. Die Markthalle V, ein wegen der freistehenden Lage besonders sorgfältig gestaltetes Beispiel Berliner Markthallenarchitektur, wurde im Zweiten Weltkrieg zerstört. Ihre Reste wurden 1956 abgeräumt.

## Bauphase und Eröffnung

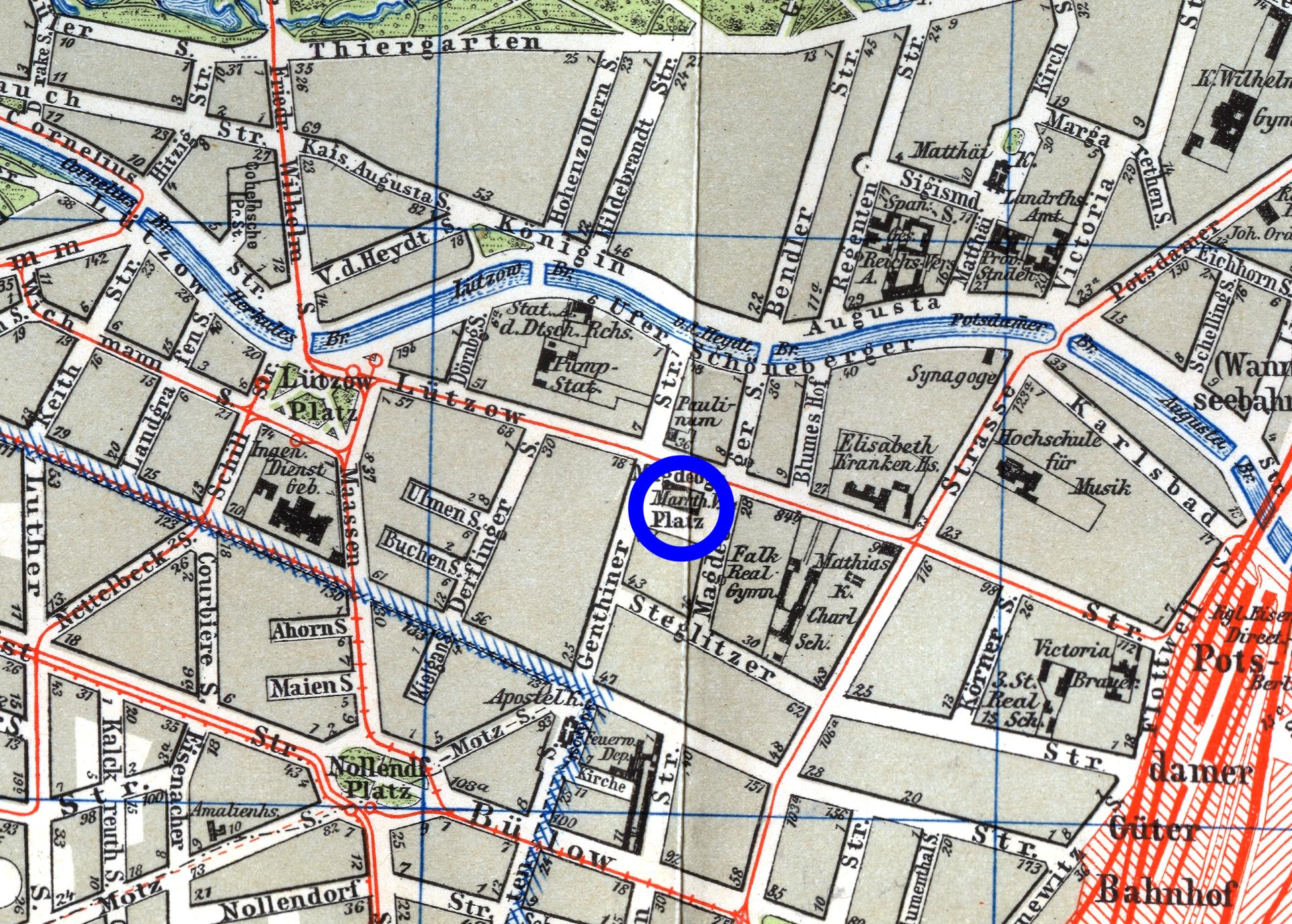
Markthalle V (durch den blauen Kreis markiert) in ihrem Umfeld auf einem Stadtplan von 1896

Der Errichtung der Markthalle V auf dem Magdeburger Platz hatte die Stadtverordnetenversammlung bereits am 14. Februar 1884 zugestimmt. Die Lage war günstig zur Versorgung der südwestlich des Stadtzentrums gelegenen Stadtteile und das Grundstück bereits im Besitz der Stadt, sodass eine rasche Realisierung zu erwarten war. Einsprüche der Anwohner, welche lieber einen freien, mit gärtnerischen Schmuckanlagen versehenen Platz gesehen hätten, sowie die noch ausstehende notwendige Zustimmung des Königs zur teilweisen Überbauung des Platzes führten jedoch zu Verzögerungen. Erst nach über drei Jahren konnte die Stadtverordnetenversammlung am 23. Juni 1887 die im Büro des Stadtbaurates Hermann Blankenstein entstandenen definitiven Baupläne genehmigen. Am 3. April 1888 begannen die Bauarbeiten für die ungefähr ein Fünftel der Platzfläche bedeckenden Halle. Bereits am 21. November des gleichen Jahres eröffnete die Markthalle V nach einer sehr kurzen Bauzeit als letzte Halle der zweiten Bauphase. Gleichzeitig schloss das Polizeipräsidium den bisherigen Wochenmarkt auf dem Magdeburger Platz.
Infolge der geringen Grundstückserwerbskosten von 93.240 Mark war die Markthalle V mit 341.881 Mark diejenige mit den geringsten Gesamtbaukosten. Die wegen der Einsprüche der Anwohner auf das Nötigste reduzierte Fläche trieb aber die Kosten pro Quadratmeter Markthalle auf 174,8 Mark, was nur noch von der Zentralmarkthalle im teuren Innenstadtbereich übertroffen wurde.

## Beschreibung der Halle

### Überblick
Die Halle bedeckte ein Rechteck von 68,54 × 28,54 Meter mit einer Fläche von 1956 Quadratmetern. Vier Eingänge führten auf der Mitte jeder Seite in die Markthalle, die ein 2,0 Meter breiter Bürgersteig und eine 6,5 Meter breite Fahrstraße zur Aufstellung der Wagen und Karren der Markthändler umrundete. Vier 8,0 Meter breite Zufahrten in den Achsen der Eingänge der Markthalle erschlossen die Fahrstraße von den den Platz umgebenden Straßen und boten ausreichend Raum für den Marktverkehr.
Trotz der freistehenden Lage wählte Blankenstein für die Markthalle die gleiche Konstruktion wie bei den anderen Hallen. Auch hier fand sich die Kombination von Umfassungsmauern aus herkömmlichem Ziegelmauerwerk mit einer auf diesen Mauern und schmalen Gusseisensäulen ruhenden eisernen Tragkonstruktion, welche die Dachkonstruktion trug. Nur die Außenmauern, üblicherweise wegen der Lage im Grundstücksinneren nicht oder nur zum Teil sichtbar und überwiegend fensterlos, erfuhren hier eine besondere architektonische Gestaltung. Mit seiner „Markt-Basilika“ fand Blankenstein einen Markthallen-Typus, der die Umgebung des Magdeburger Platzes wie auch die Bauaufgabe „Markthalle“ in Berlin insgesamt prägte.

### Keller
Der quer über den Platz geführte Hauptkanal der neu gebauten Kanalisation bestimmte die Höhenlage der Markthalle. Blankenstein gab den umgebenden Zufahrtsstraßen ein leichtes Gefälle von 1:40, legte die Bürgersteige um die Markthalle 15 Zentimeter höher und erreichte so trotzdem noch zwischen Fußboden und Decke des Kellergeschosses einen Abstand von 2,25 Meter. Der von der Markthallenverwaltung für die Halle gewünschte Eiskeller, in dem das Eis zur Kühlung leichtverderblicher Lebensmittel lagerte, befand sich an der Mitte der Südwand. Durch einen Einwurf im Raum zwischen Windfang und Portal des darüberliegenden Südeingangs gelangte das Eis in den Keller. Lichtschächte rund um das Gebäude erhellten den Keller mit Tageslicht. Die Entlüftung des Kellers erfolgte durch gemauerte Kanäle in den Pfeilern der Fronten und Lüftungsrohre in den Säulen des Mittelschiffes der Markthalle. Zwei Treppen und zwei Lifte links und rechts neben den Eingängen an der Längsseite erschlossen die Kellerräumlichkeiten. Von innen und von außen führten jeweils an der linken Ecke der Schmalseite eine Treppe direkt in den Keller.

### Erdgeschoss

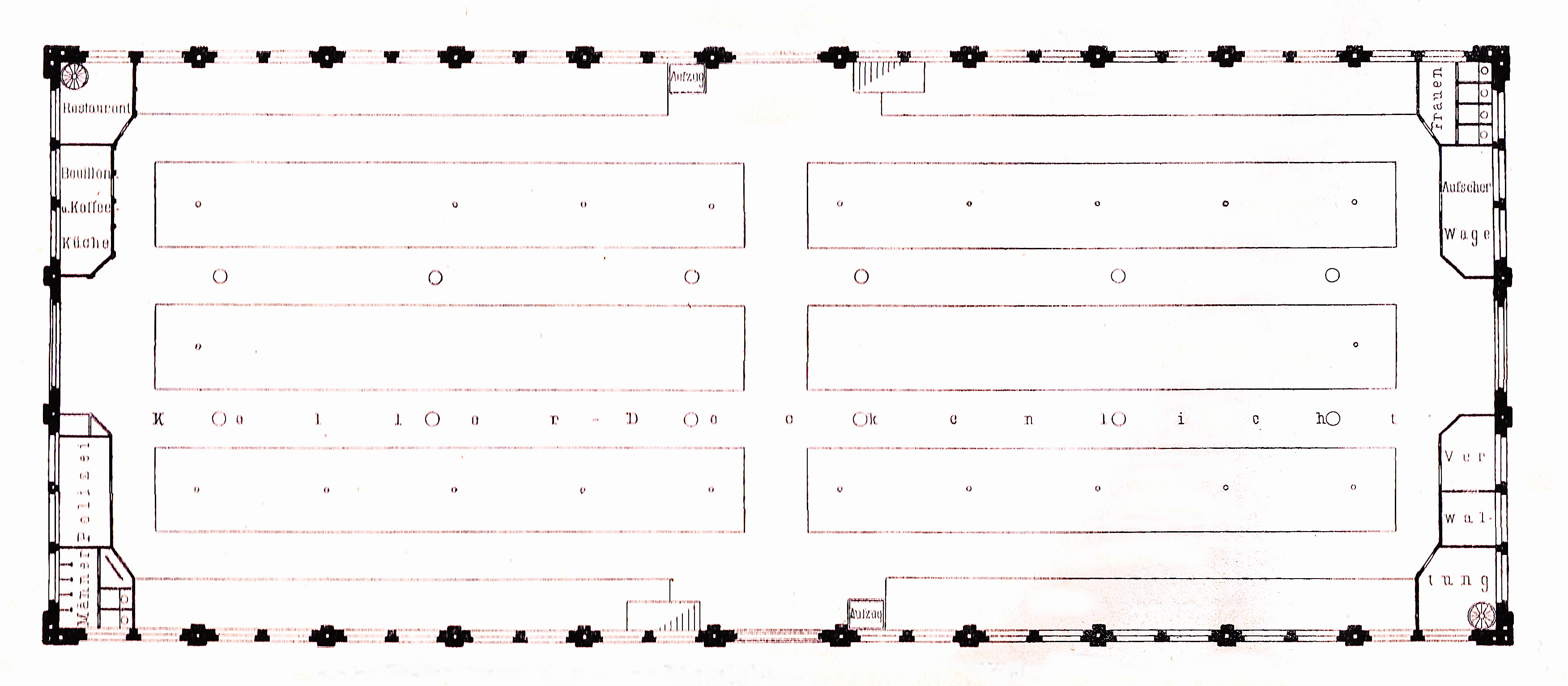
Erdgeschoss-Grundriss

Wegen der Proteste der Anwohner war die Grundfläche der Markthalle auf das Nötigste beschränkt worden. Auf wertvolle Standfläche konnte nicht verzichtet werden, deshalb wurden die Räumlichkeiten für die Verwaltung der Markthalle, die Aborte, den Marktaufseher und der Marktpolizei auf ein Minimum reduziert und anstelle eines Speiserestaurants – wie bei den anderen Markthallen – nur eine Kaffeeküche eingerichtet. Diese Räume wurden an den beiden Schmalseiten der Markthalle durch 2,5 Meter tiefe und 3,5 Meter hohe Einbauten in ausgemauertem Eisenfachwerk abgetrennt. Die Marktfläche gliederte ein 3,0 Meter breiter Quergang zwischen den Eingängen an den Längsseiten und drei Längsgängen, von denen die beiden mittleren 2,75 Meter und die beiden äußeren 2,5 Meter breit waren. 76 Stände verkauften Fleisch, Wild und Geflügel, 16 Stände boten Flussfische an und 96 Stände deckten den Bedarf an Gemüse, Obst, Mehl und Butter. Für Holz, Vögel und Blumen stand eine Freifläche von 154 Quadratmetern in der Mitte zur Verfügung. Die Innenwände der Markthalle gestaltete Blankenstein mit hellgelben und hellroten Klinkern. Über einem 31 Zentimeter hohen Granitsockel folgten im unteren Drittel der Wand, ungefähr bis zur Höhe der Hallenfenster, hellrote Verblendersteine. Den Farbton der darüber liegenden Wandzonen bestimmten die hellgelben Verblendersteine. Rutschfeste, gerippte Sinzinger Fliesen bedeckten den Hallenboden. Zwei elektrische Uhren über den Windfängen an den Schmalseiten der Halle zeigten die Zeit. Die in den bisherigen Kleinmarkthallen gemachten schlechten Erfahrungen mit elektrischer Beleuchtung aufgrund der geringeren Zuverlässigkeit und höheren Kosten, bewogen die Markthallenverwaltung in der Markthalle V eine herkömmliche Gasbeleuchtung zu installieren. So sorgten 40 Leuchten, die an den kandelaberartigen Pfosten der Marktstände hingen, in den Morgen- und Abendstunden für ausreichend Licht.

### Fassaden

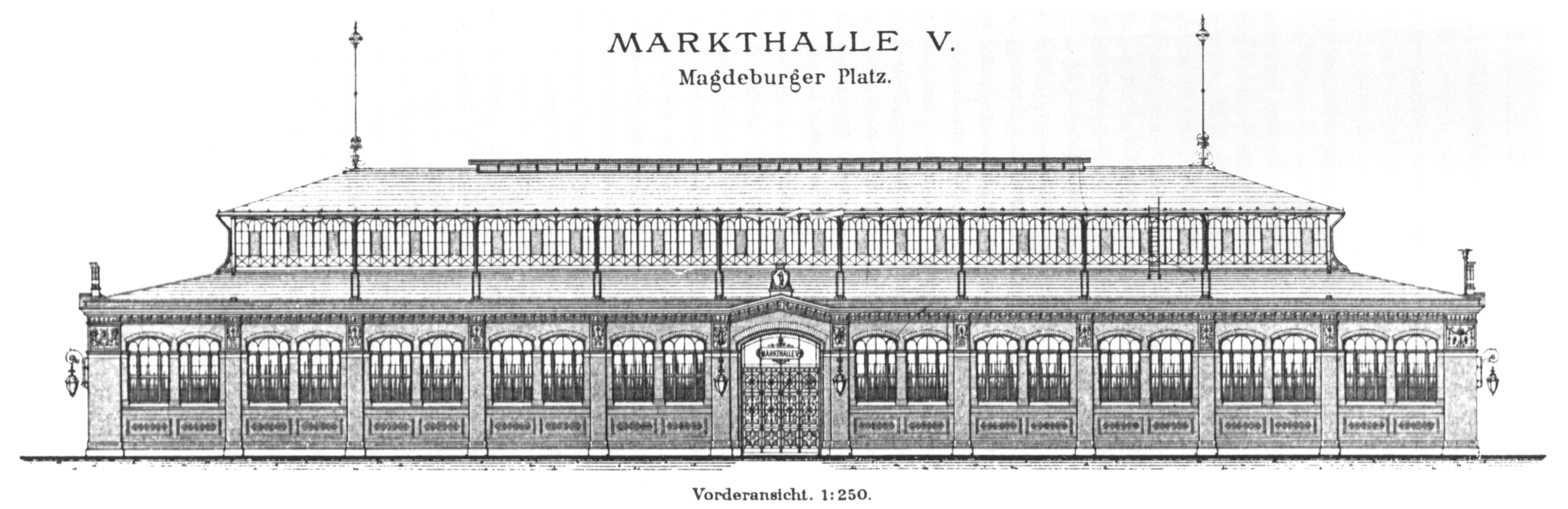
Ansicht der Längsfassade

Die Umfassungsmauern, für welche die Baupolizei Berechnung auf Winddruck unter den weitgehendsten Annahmen verlangt hatte, wurde als Ziegelrohbau mit Verblendung durch gelbliche, helllederfarbene Klinker, Formsteine und Terrakotten ausgeführt. Keine der Fassaden hatte den Vorrang und war speziell ausgezeichnet – Blankenstein gestaltete die gegenüberliegenden Fassaden an der Nord- und Südseite sowie an der Ost- und Westseite jeweils gleich.
Ein Akroter mit dem Wappen Berlins als Hoheitszeichen bekrönte den flachen Giebel der Längsseite über den Portalen in der Mittelachse der 68,54 Meter langen und bis zur Oberkante des Hauptgesimses aus Formsteinkonsolen 7,1 Meter hohen Fassade. Unter dem Segmentbogen des Portals orientierte die Inschrift Markthalle V über die Zweckbestimmung der Halle. Durch die reichverzierten schmiedeeisernen Gittertore ließen sich die Portale nach Marktschluss verschließen. Die 51 Zentimeter breiten, leicht vortretenden Pfeiler gliederten die Fassade. Je vier Fensterachsen links und rechts des Mittelportals mit gekoppelten Segmentbogenfenstern erhellten die Halle mit ausreichend Seitenlicht. Die Kämpferzonen der Pfeiler schmückten Terrakottaplatten mit mattgelben Reliefs des Marktangebotes auf violett glasiertem Grund. Die Eckpfeiler waren doppelt so breit und die Pläne lassen auf den Terrakottaplatten Ranken- und Blattmuster vermuten. In den Brüstungsfeldern der Fenster bildeten eingelegte rötliche Ziegel rautenförmige geometrische Muster in Renaissanceformen, die sich vom gelblichen Grundton der Fassade abhoben. Die Portale in der Mittelachse der Schmalseiten waren gleich gestaltet. Die Segmentbogenfenster der Fensterachsen waren etwas breiter und zu je einer Dreiergruppe links und rechts des Portals gekoppelt, da statisch die Eckpfeiler und die Pfeiler links und rechts des Portals genügten und damit keine weiteren Pfeiler zwischen den Fenstern erforderlich waren. Gleichzeitig vermied Blankenstein mit dieser zwar ähnlichen aber nicht ganz gleichen Gestaltung den Eindruck der Eintönigkeit, der durch ein einfaches Weiterziehen des Rasters auf die Schmalfassade entstanden wäre.

### Eisenkonstruktion der Markthalle

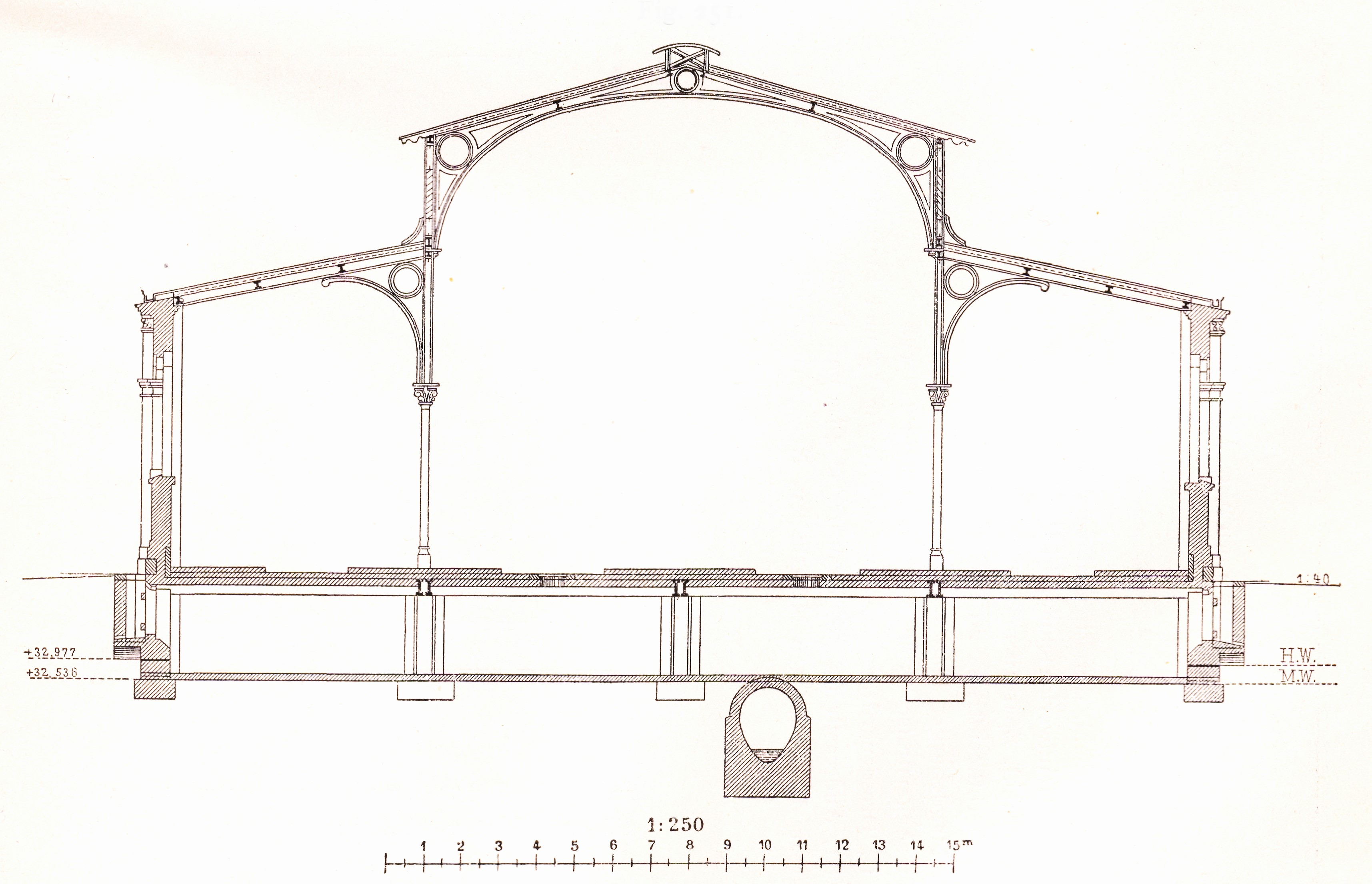
Schnitt der Halle, darunter der Hauptkanal der Kanalisation, auf den Rücksicht zu nehmen war

Je zehn gusseiserne 8,8 Meter hohe Stützen im Abstand von 6,0 Metern, bis auf eine Höhe von 5,0 Meter als runde Säulen von 22 Zentimeter Durchmesser ausgebildet, trugen auf beiden Seiten das 13,5 Meter breite Mittelschiff. Auf ihnen wurden viereckige Pfosten eingesetzt, zwischen denen die schmiedeeisernen Bogenbinder des Mittelschiffes eingespannt waren. Versteifungsringe in den Bogenzwickeln und im Bogenscheitel verstärkten die der Dachneigung folgende obere Gurtung und die korbbogenförmige untere Gurtung. Als Pfetten zwischen diesen Bogenbindern befestigte I-Eisen trugen die Holzsparren des Walmdaches. Im Bereich der Bogenbinder trat das Mittelschiff gegen außen als 2,4 Meter hohe rundumlaufende Fensterwand in Erscheinung. Kippflügel und Glasjalousien dienten der Lüftung der Halle. U-Eisen trugen die Fensterkonstruktion und versteiften die Bogenbinder untereinander. Auf dem First des Mittelschiffes ermöglichte eine auf einer Länge von fünf Achsen aufgesetzte Laterne aus Wellblech mit festen Blechjalousien eine zusätzliche Lüftung.
Eher aus ästhetischen als aus konstruktiven Gründen wurden zwischen die Stützen des Mittelschiffs in Längsrichtung halbkreisförmige Bögen mit Versteifungsringen in den Bogenzwickeln eingespannt, welche das Motiv der Bogenbinder des Mittelschiffes wiederholten. Die eisernen Hauptsparren der Dächer der 6,25 Meter breiten Seitenschiffe waren auf der einen Seite durch Winkellaschen an den Stützen des Mittelschiffes befestigt und ruhten auf der anderen Seite auf den vorspringenden Pfeilern der Umfassungsmauern. Je zwei Ankerbolzen verbanden die Sparren mit 80 Zentimeter tief in den Mauern verankerten Unterlagsplatten. Die zwischen den Hauptsparren eingespannten Pfetten aus I-Eisen trugen die Holzsparren der Seitenschiffdächer.

## Weitere Geschichte
Anders als die sehr nahe am Stadtzentrum gelegenen Markthallen III und IV, die noch vor dem Ersten Weltkrieg dem mit der Citybildung verbundenen Schwund der Wohnbevölkerung zum Opfer fielen und wegen mangelnder Rentabilität schließen mussten, konnte sich die Markthalle auf dem Magdeburger Platz behaupten. Sie überstand die Notzeiten des Ersten und Zweiten Weltkrieges mit den Rationierungen und Lebensmittelmarken, die Weltwirtschaftskrise Ende der 1920er Jahre aber auch die seit der Eröffnung der Markthallen in den 1880er Jahren stetig wachsende Konkurrenz durch Lebensmittelläden und Warenhäuser. Die Bomben des Zweiten Weltkrieges zerstörten die Markthalle weitgehend. Die Händler richteten sich zwar in provisorischen Bauten in der Ruine ein, aber der wirtschaftliche Erfolg blieb aus, da auch die umliegenden Wohngebiete großflächig zerstört waren und damit die Kundschaft fehlte. Die Senatsverwaltung, seit der Teilung Berlins für die in West-Berlin liegenden Markthallen verantwortlich, ließ 1956 die Ruine und die Behelfsbauten beseitigen.

## Die Markthalle V als Großstadtbild bei Walter Benjamin
Überdauert hat die Markthalle V als eines der Großstadtbilder in Walter Benjamins Berliner Kindheit um neunzehnhundert, in denen er im Pariser Exil die Erfahrungen der Großstadt in einem Kinde der Bürgerklasse zu fassen suchte. In seiner Beschreibung wurde die Markthalle zum Tempel, die Marktfrauen zu Priesterinnen der käuflichen Ceres, Marktweiber aller Feld- und Baumfrüchte, aller eßbaren Vögel, Fische und Säuger, Kupplerinnen, unantastbare strickwollenen Kolosse und er fragte brodelte, quoll und schwoll es nicht unterm Saum ihrer Röcke, war nicht dies der wahrhaft fruchtbare Boden? Warf nicht in ihrem Schoß ein Marktgott selber die Ware […], unsichtbar beiwohnend ihnen, die sich ihm gaben.